# Villareggia
Villareggia (piemontiul: La Vila Regia) település Olaszországban, Lombardia régióban, Torino megyében. Lakosainak száma 994 fő (2023. január 1.). Villareggia Cigliano, Mazzè, Moncrivello és Vische községekkel határos.

## Népesség
A település népességének változása:
| Lakosok száma | 1038 | 1048 | 1055 | 994  |
|               | 2017 | 2018 | 2019 | 2023 |